# 燕嘴唐纳雀
，是雀形目唐纳雀科的一种鸟类，属于单型的燕嘴唐纳雀属（学名：Tersina）。
燕嘴唐纳雀体重约29克，翼长约85.4毫米，喙宽度约6.1毫米，喙厚度约5.2毫米，嘴峰长约14.5毫米，跗蹠长约16.1毫米，尾长约53.6毫米。
燕嘴唐纳雀是留鸟，栖息在森林，它们是植食性动物，主要以植物的果实为食。

## 亚种
- T. v. occidentalis，分布在巴拿马东部至委内瑞拉、圭亚那、玻利维亚北部和巴西北部。
- T. v. grisescens，分布在哥伦比亚东北部的聖瑪爾塔內華達山脈。
- T. v. viridis，分布在玻利维亚东部至巴拉圭、巴西东部和阿根廷东北部。[4]